# Wuying
Der Stadtbezirk Wuying (chinesisch 五营区, Pinyin Wǔyíng Qū) der bezirksfreien Stadt Yichun in der chinesischen Provinz Heilongjiang im Nordosten der Volksrepublik China hat eine Fläche von 1.040 km² und zählt 40.000 Einwohner (2004).